# 末喜

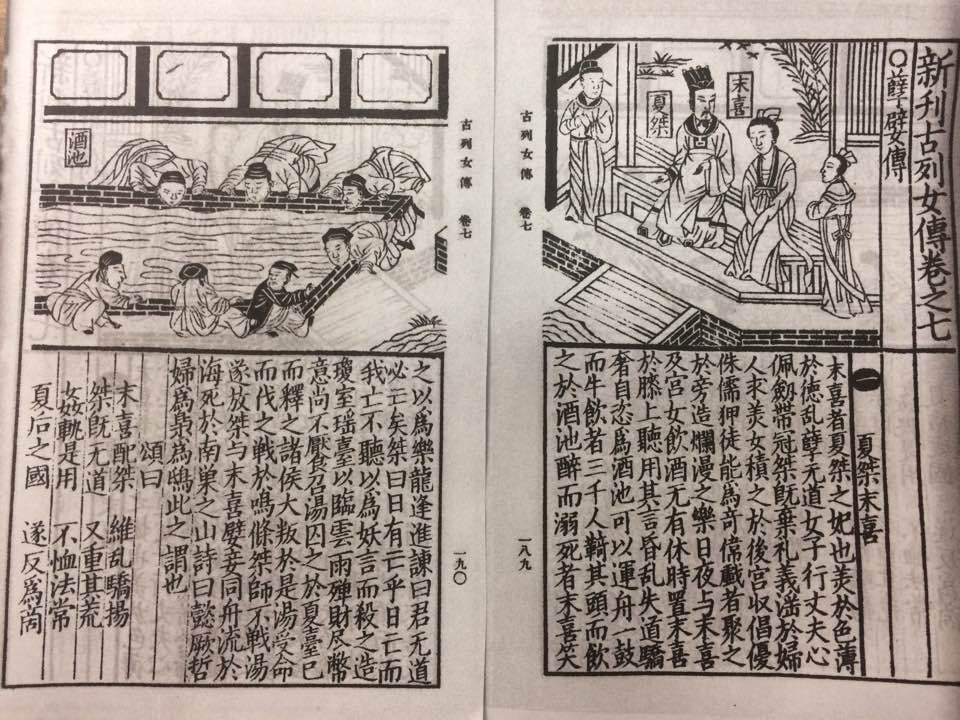
末喜。「新刊古列女傳」(阮福 編、1825年ごろ) より

末喜（ばっき、まっき）は、夏の最後の帝・桀（けつ）の妃の一人。妺喜、末嬉、妺嬉とも書かれる（3つ目の表記のように妺（ばつ）と妹（まい）を混同した表記も存在している）。

## 概要
末喜は山東の有施氏の娘であるとされ、桀が有施氏を討った際に降伏のしるしとして献上された。一説には、当初より桀は末喜を要求したとも言われる。絶世の美女といわれた末喜はすぐに桀に気に入られ、妃とされて愛された。剣や冠を装備して宮殿に参内することもあったという。桀は寵姫に溺れた悪王として知られ、殷の帝辛（紂王）とともに「夏桀殷紂」（かけついんちゅう）と並び称される。
末喜の願いに応えるために桀は瑤台（ようだい）あるいは傾宮（けいきゅう）という巨大な宮殿を建て、落成祝いにはかつてない規模の宴会を催した。祝宴では池に酒を満たして樹々に肉を吊るした（「酒池肉林」や「肉山脯林」と形容される）。また、末喜が絹を裂く音を好んだため、高価な絹が集められ、つぎつぎと音を聴かせるためだけに引き裂かれた。
これらのみだれた行いを諫めた賢臣・関龍逢を桀は殺した。そのころ家臣となっていた伊尹もこの行いを批判し湯王のもとへ帰っている。
殷（商）の湯王は兵を挙げ、夏を亡ぼした。桀と末喜とは鳴条、南巣へと落ちのび生涯を終えた。

## 文献における末喜
末喜のエピソードは、殷の紂王の妃・妲己や西周の幽王の妃・褒姒のエピソードと酷似している。これは、桀の事蹟として欠けている伝承を文献に残されている後代のエピソードからそのまま流用して埋めたためであると推定されている。帝王が傾国の美女に溺れて諫言をする忠臣を殺し、臣下の補佐を受けた英雄によって滅ぼされるという構造は、中国史における物語の神話的典型となっている。
後世に書かれた歴史書『国語』では、「昔夏の桀が有施を伐った際、桀は有施人の妺喜を妃とし、妺喜に溺れた。そのため、伊尹に夏は亡ぼされた」と書かれる。 
また、『列女伝』でも夏桀末喜は、殷紂妲己、周幽褒姒と並び立てられ、「末喜という者は夏の桀の妃であった。美しいが徳は薄く、道を乱した。心は男丈夫のようで、剣を佩き冠を被った。淫乱で贅沢な女性で、桀に道を失わせた」と批判される。
皇甫謐の『帝王世紀』でも、「妺喜は日夜宮女に酒を飲ませた。桀は妺喜を常に膝の上に置いた。妺喜は絹を裂く音を聞くと笑い、桀は絹を集めては裂くようになった。桀は妺喜の言うことをなんでも聞いた」と書かれる。

## その他
「顰に倣う」（ひそみにならう）という故事成語は、美女として有名な西施にちなむ説話から発生したとされるが、末喜がそのような表情をしたことを受けて周囲の女官たちも真似をしたからではないかという説も一部に存在した。